# 소담초등학교
소담초등학교는 대한민국 세종특별자치시가 교육기본법에 따라 설치한 초등학교이다.

## 연혁
- 2016년 5월 2일 개교(10학급)
- 2016년 8월 24일 25학급(특수학급 1학급) 편성
- 2016년 9월 1일 초대 황미애 교장 취임
- 2017년 2월 10일 제1회 졸업식(졸업생 75명)
- 2017년 3월 1일 22학급 편성 / 혁신학교 지정
- 2018년 1월 5일 제2회 졸업식(졸업생 60명, 총135명)
- 2018년 3월 1일 32학급(특수1 포함) 편성 / 혁신학교 2년차 운영

## 참고 자료
- 소담초등학교 - 한국교육학술정보원 학교알리미